# 24 wishes
『24 wishes』（トゥエンティフォー・ウィッシーズ）は、日本の声優、田中理恵の2枚目のオリジナル・アルバム。2003年1月3日にビクターエンタテインメントから発売された。

## 概要
- ビクターエンタテインメント移籍後初、前作『garnet』から2年半ぶりとなるオリジナル・アルバム。
- タイトルの「24」とは田中が24歳の時にリリースされたことに由来している。
- アルバムには、テレビアニメ『ちょびっツ』のキャラクターソング「I hear you everywhere」、エンディングテーマ「ニンギョヒメ」と「Raison d'être」の新バージョン「Sweet Sweet」が収録されている。

## 批評
Amazon.co.jpのレビューで、作曲家・岡部啓一が「田中理恵のヴォーカルは、決して押しが強い声ではないのだが、とても透明感があり、曲によってさまざまな表情を見せるのが魅力的。元ピピチカート・ファイヴの高波敬太郎、かの香織、渡辺善太郎、桜井鉄太郎等の、豪華な作家陣が手掛けたメロディーやバックトラックはこのうえなくポップで、しかもこだわりのある音作りがされている。あまり音楽に詳しくない人からツウまで、ボーカルソング好きな人なら誰もが楽しめる、ハイクオリティーな1枚と言える。「声優のアルバム」といえば一部のアニメファンのためのもの、という偏見は、このアルバムを聴けば払拭されるだろう」と述べている。

## 収録曲
| #         | タイトル                           | 作詞           | 作曲       | 編曲       | 時間  |
| --------- | ---------------------------------- | -------------- | ---------- | ---------- | ----- |
| 1.        | 「Overture」                       |                | 河野伸     | 河野伸     | 1:15  |
| 2.        | 「Happy-go-lucky」                 | 西直紀         | 高浪敬太郎 | 高浪敬太郎 | 3:07  |
| 3.        | 「アイスティー」                   | かの香織       | かの香織   | 河野伸     | 4:47  |
| 4.        | 「ニンギョヒメ」                   | 大川七瀬       | 新居昭乃   | 渡辺善太郎 | 4:04  |
| 5.        | 「銀色の雨」                       | 岡崎葉         | 鈴木智文   | 鈴木智文   | 4:20  |
| 6.        | 「I hear you everywhere」(new mix) | かの香織       | かの香織   | F.T.C.C.   | 5:01  |
| 7.        | 「瞳のトンネル」                   | サエキけんぞう | 依田和夫   | 桜井鉄太郎 | 4:28  |
| 8.        | 「Sweet Sweet」                    | ACKO           | 永井ルイ   | 永井ルイ   | 4:08  |
| 9.        | 「緑の森」                         | 田中理恵       | F.GIRAUD   | 河野伸     | 4:10  |
| 10.       | 「知らない空」                     | 高橋舞         | 高橋舞     | 河野伸     | 4:48  |
| 11.       | 「24 wishes」                      | 岩里祐穂       | 河野伸     | 河野伸     | 5:10  |
| 合計時間: | 合計時間:                          | 合計時間:      | 合計時間:  | 合計時間:  | 45:18 |

## 参加ミュージシャン
| Overture - Piano, Synthesizer Programming：河野伸 Happy-go-lucky - Accordion, Piano：丸尾めぐみ - A.Guitar：鈴木智文 - Bass：入江太郎 - Synthesizer Programming & Backing Vocals：高浪敬太郎 - Drums：佐野康夫 - Strings：桑野聖 Strings - Vibraphone：金山功 - Background Vocal：田中理恵 アイスティー - Bass：入江太郎 - Tenor Saxophone, Flute [Alto]：山本拓夫 - Trombone：村田陽一 - Trumpet：西村浩二 - Background Vocal：田中理恵 ニンギョヒメ - Programming, Guitar, A.Guitar, Bass, Drums：渡辺善太郎 銀色の雨 - Bass：沖山優司 - Drums：佐野康夫 - Electric Piano, Organ [Hammond]：河野伸 - Background Vocal：岡崎葉, 田中理恵 | I hear you everywhere ＜new mix＞ - All Instruments：藤田哲司 - Background Vocal：かの香織 瞳のトンネル - Synthesizer Programming & Backing Vocals：高浪敬太郎 - Guitar, A.Guitar：土屋潔 - Keyboards：河野伸 Sweet Sweet - All Instruments, Background Vocal：永井誠 - Background Vocal：ACKO, 田中理恵 緑の森 - A.Guitar, Bass：古川昌義 - Bass：入江太郎 - Background Vocal：高浪敬太郎 - Strings：金原千恵子 知らない空 - Bass：沖山優司 - E.Piano：河野伸 - Guitar：土屋潔 - Strings：桑野聖 Strings - Background Vocal：田中理恵 24 wishes - Piano, Synthesizer Programming：河野伸 |